# Nicolas Aubin (historien)
 (mai 2025).
Pour les articles homonymes, voir Aubin.
Nicolas Aubin est un historien militaire français spécialiste de la Seconde Guerre mondiale né en 1975. 

## Biographie
Agrégé, il a fait ses études aux Universités de Rouen, Nanterre, Paris 1 Panthéon-Sorbonne et à Sciences-Po Paris. Il participe à la rédaction du magazine Guerres et Histoire et au mook De la Guerre.

## Publications
- Les Routes de la liberté : La logistique américaine en France et en Allemagne 1944-1945, éditions Histoire et Collections, 15 mai 2014, 220 pages,  (ISBN 978-2352503194).
- Sous la direction de Jean Lopez et avec Vincent Bernard, Infographie de la Seconde Guerre Mondiale, éditions Perrin, 04 octobre 2018, 98 pages,  (ISBN 9782262079017)[3].
- La Course au Rhin (25 juillet-15 décembre 1944) : Pourquoi la guerre ne s'est pas finie à Noël, éditions Économica, 23 octobre 2018, 512 pages,  (ISBN 978-2717870435).
- Sous la direction de Jean Lopez, L'armée française: deux siècles d'engagement, éditions Perrin, 10 novembre 2022, 400 pages,  (ISBN 9782262101596).
- Le débarquement: vérités et légendes, éditions Perrin, 16 mai 2024, 304 pages,  (ISBN 9782262101688).
- Les Marines, éditions Place des éditeurs, 17 octobre 2024, 551 pages,  (ISBN 9782262080167).
- Avec Jean Lopez et Benoist Bihan, Les opérations de la seconde guerre mondiale en 100 cartes, éditions Perrin, novembre 2024, 360 pages  (ISBN 9782865533060).